# Богашёво (село)
Богашёво — село в Томском районе Томской области, в 18 км от Томска. Центр Богашёвского сельского поселения. В 5 км от села расположен аэропорт Богашёво.

## Местное самоуправление
Село является административным центром Богашёвского сельского поселения, в состав которого входит 18 населённых пунктов, из них 4 крупных.

## Улицы
Улицы: 40 лет Октября, Вокзальная, Дзержинского, Заводская, Зелёная, Киевская, Ключевская, Ленина, Линейная, Логовая, Луговая, Медовая, Менделеева, Мира, Мичурина, Народная, Новая, Новостройка, Осенняя, Садовая, Советская, Чкалова, Энергетиков.
Переулки: Весенний, Кедровый, Красногвардейский, Лесной, Нагорный, Северный, Сетевой, Сибирский, Тихий, Школьный.

## Экономика
- «Завод художественной керамики „Богашёво“»;
- ООО «Красота-СМ» (производство пищевой продукции);
- Железнодорожная станция Богашёво (62 км Томской ветви).

## Население
| 1989  | 2002  | 2008  | 2009  | 2010  | 2011  | 2012  | 2013  | 2014  |
| ----- | ----- | ----- | ----- | ----- | ----- | ----- | ----- | ----- |
| 3988  | ↘3762 | ↗3822 | ↘3781 | ↘3710 | ↗3719 | ↗3773 | ↗3803 | ↗3873 |
| 2015  | 2021  |       |       |       |       |       |       |       |
| ↗3891 | ↗4142 |       |       |       |       |       |       |       |

## История
Ранее село называлось деревней Федосеево. 9 декабря 1916 года находившийся поблизости железнодорожный разъезд «59-я верста» был переименован в честь бывшего начальника Томской железной дороги Степана Богашева (1868—1918). Со временем это название перешло и на село Федосеево.
C 1982 до 1992 гг. являлось рабочим посёлком.

### Вокзал
Инженер-технолог С. М. Богашев работал в службе железной дороги с 1895 года, имел в Федосееве деревянную дачу, которая была построена в 1895 году по проекту архитектора Константина Лыгина. Позже дача стала использоваться как дачный вокзал станции Богашёво. Наиболее заметным элементом в оформлении дачи был купол, сделанный в виде кедровой шишки, символизирующей окружающий село кедрач. В ноябре 2002 года вокзал был снесён, купол перевезён в соседний санаторий «Космонавт».

Дер. Ѳедосѣева расположена на Томской вѣтви Сиб. ж. д. въ 17 в. отъ ст. Томскъ 1-й и въ такомъ же разстояніи отъ города по грунтовой дорогѣ. Изъ 5 дачныхъ деревень лежащихъ по Томской вѣтви д. Ѳедосѣевка въ отношеніи сообщенія съ городомъ находится въ наилучшихъ условіяхъ. Деревня почти примыкаетъ къ ж.-д. полотну, тогда какъ другія удалены отъ него на 3 и болѣе верстъ. Мѣстность высокая, окружена густымъ чистымъ кедровникомъ. Продуктовъ недостаточно; мяса нѣтъ. Лавки имѣются. Готовый столъ порой бываетъ. Цѣны на дачи, въ числѣ которыхъ имѣются постройки предпринимателей, колеблются отъ 25 до 60 руб. въ лѣто съ отпленіемъ и водой. Нѣт купанья, такъ какъ рѣчка Басандайка находится вѣ 1½ вер. отъ деревни.
— «Городъ Томскъ». Справочникъ, изданіе Сибирскаго Т-ва Печатнаго Дѣла в Томскѣ. Томскъ, 1912.

## Галерея

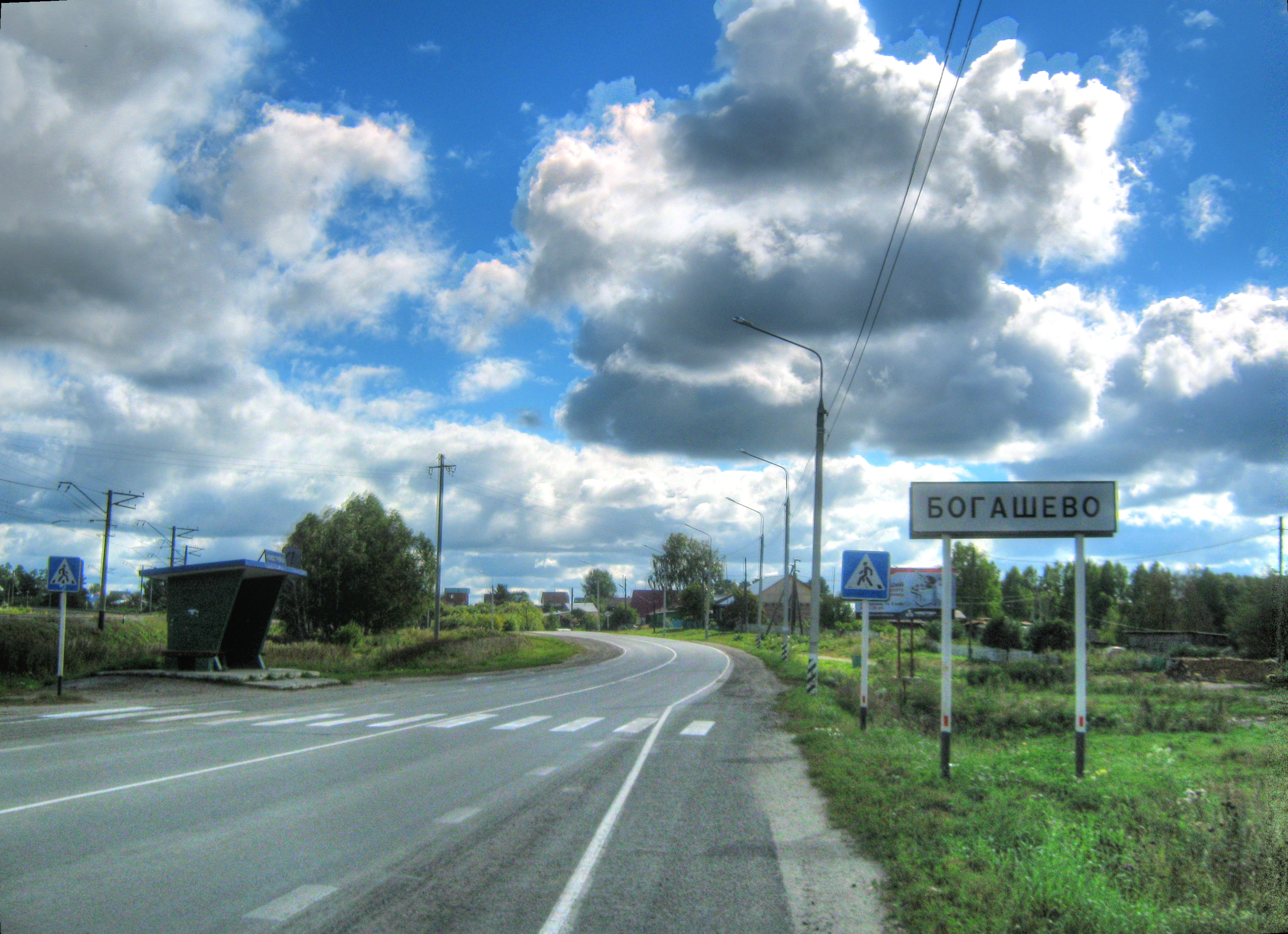
Въезд в Богашёво
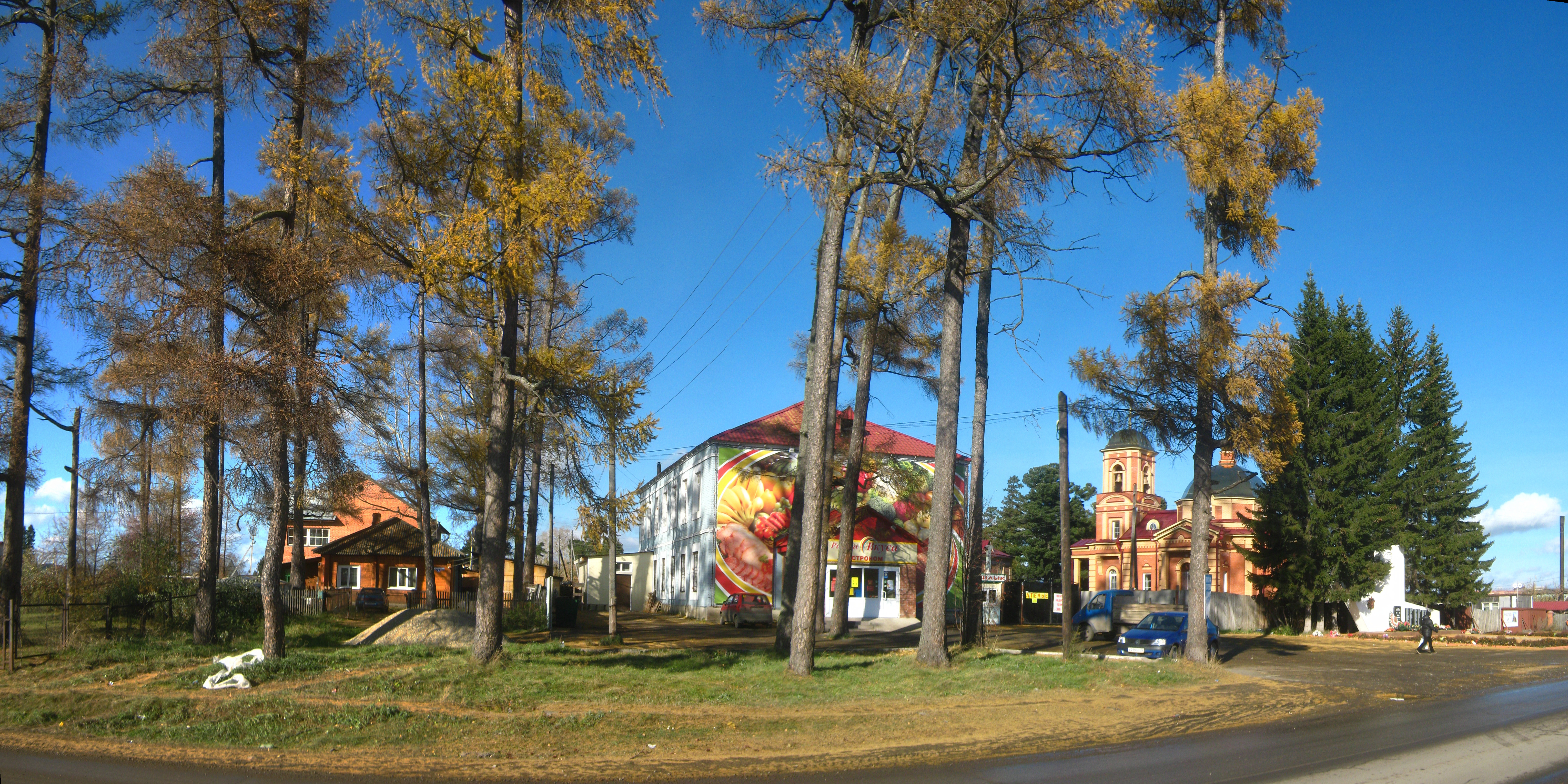
Центр села
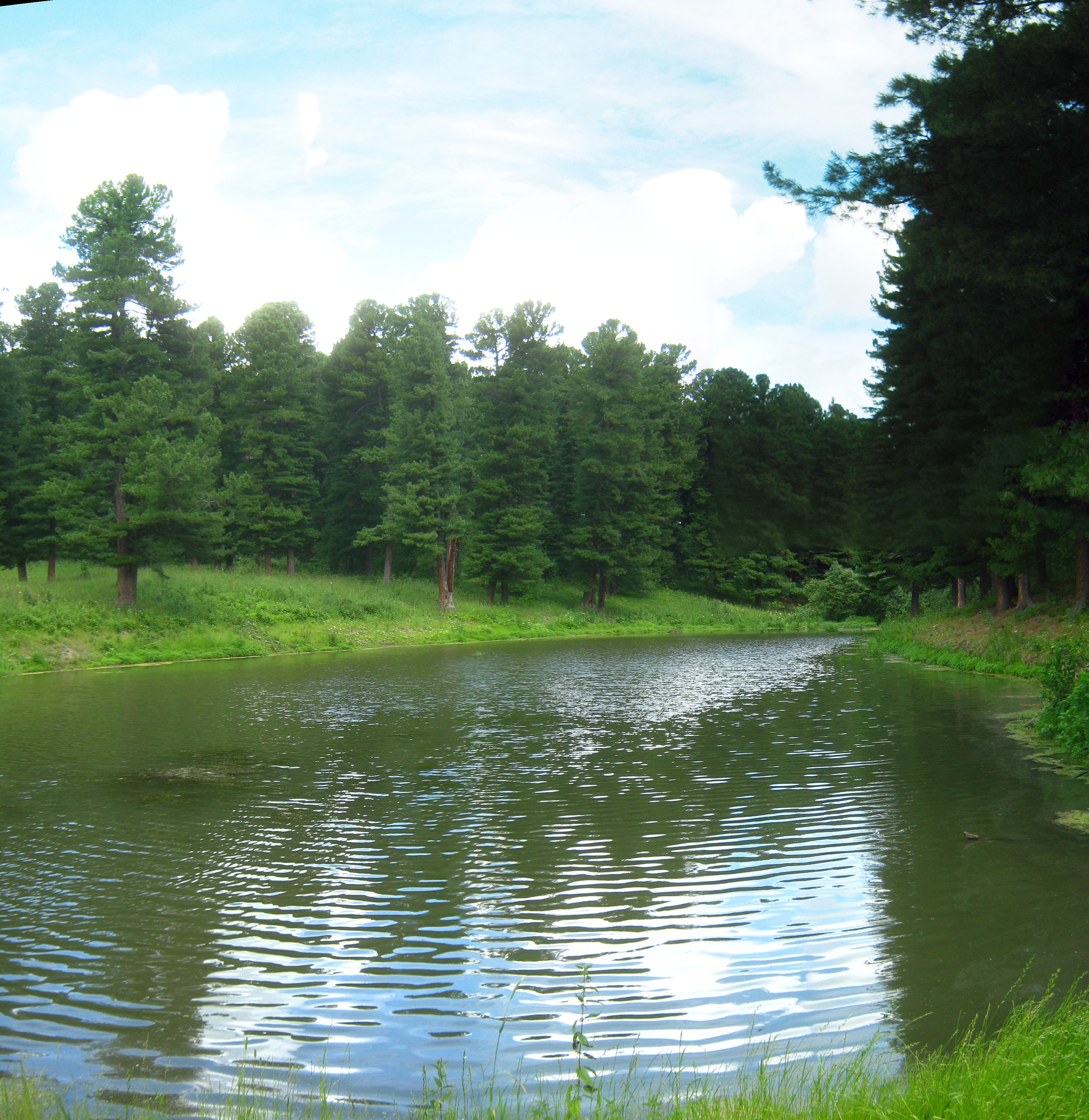
Федосеевский пруд
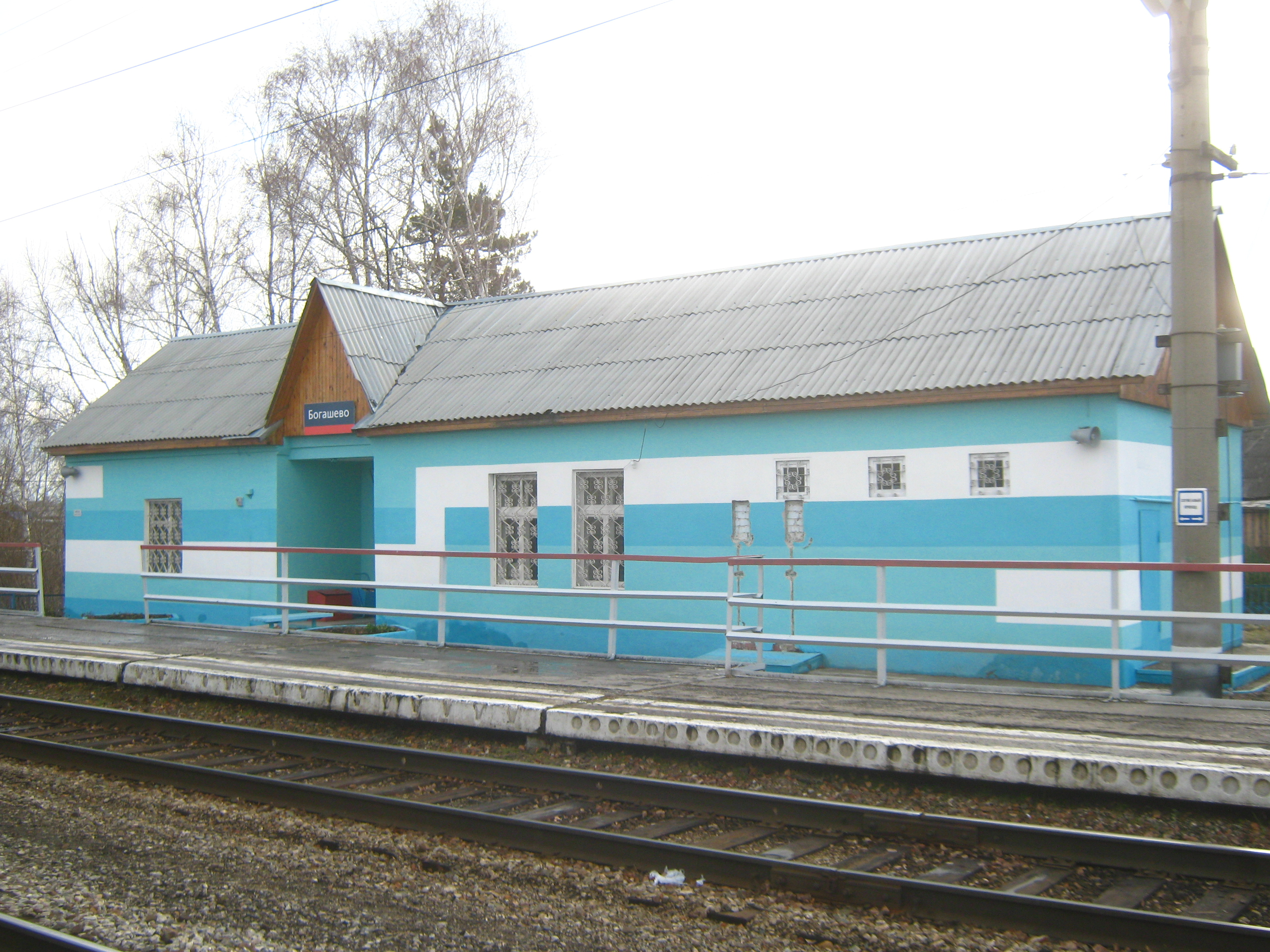
Вокзал